# Термічне буріння
Термічне буріння (рос. бурение термическое, англ. jet drilling, flame-jet drilling, thermal drilling; нім. Flammstrahlbohren, thermisches Bohren) — спосіб буріння, що базується на руйнуванні гірських порід у вибої свердловини високотемпературними газовими струменями, які витікають з надзвуковою швидкістю з сопел вогнеструминної горілки. Остання являє собою робочий інструмент станка термічного буріння. Застосовується головним чином для буріння свердловин в залізистих кварцитах на залізорудних кар'єрах. З середини 70-х рр. XX ст. використовується в основному для термічного розширення нижньої частини вибухових свердловин, що на порядок збільшує їх ефективність.